# The Leaves
The Leaves war eine US-amerikanische Garagenrock-Band, die 1963 im US-Bundesstaat Kalifornien gegründet wurde. Die Band ist durch ihren Hit Hey Joe im Jahr 1966 bekannt geworden. Außerdem war ihre Version des Songs die erste veröffentlichte Version, gilt deshalb als Original und wurde nachfolgend ein Rock-Standard.

## Geschichte
Die Band wurde 1963 vom Bassisten Jim Pons gegründet. Pons wurde stark von den Beatles inspiriert, als er an der Cal State Northbridge Universität studierte. Zunächst hieß die Band The Rockwells. Die Bandmitglieder haben sich ihr musikalisches Können selbst beigebracht. Neben Jim Pons bestand die Band noch aus John Beck, dem Bassisten und Leadsänger, Bobby Arlin, Tom Ray (Schlagzeug) und Robert Lee Rainer (Gitarre).

Leaves - Hey Joe

Die Band begann damit, Surf- und Tanzmusik auf Partys zu spielen. Der erste Auftritt war in der Schulsporthalle mit „Captain Beefheart and His Magic Band“. 1966, nach dem ersten Hit der Band The Byrds gaben dieselben ihren festen Platz im Programm des Ciro’s Nachtclub auf und wurden von den Leaves ersetzt. In diesem Nachtclub wurden sie vom Sänger und Schauspieler Pat Boone entdeckt, der der Band zu einem Plattenvertrag verhalf.
Deren erste Single, „Too Many People“ (1966) schaffte es nicht über die Grenzen von Los Angeles hinaus. Noch im selben Jahr erreichte jedoch das gecoverte Lied Hey Joe Platz 40 der US-Charts. Das gleichnamige Album wurde kurze Zeit später veröffentlicht.
Die Band trat in vielen amerikanischen Fernsehsendungen auf, unter anderem in American Bandstand, Shivaree, Shebang und spielte sogar eine Rolle im Film The Cool Ones (1967). Ein weiteres Album mit dem Namen All the Good That's Happening wurde 1967, kurz bevor die Band sich aufgelöst hatte, veröffentlicht. Der Bassist Jim Pons wechselte danach zur Pop-Gruppe The Turtles, während Arlin The Hook und später die Robert Savage Group gründete.
1970 gründeten sich die Leaves neu, lösten sich im darauffolgenden Jahr allerdings bereits wieder auf.
Eine neue Generation von Musikbegeisterten entdeckte die Band 1972, als ihre Darbietung von Hey Joe in die Garagenrock-Sammlung Nuggets aufgenommen wurde.

## Diskografie

### Singles
- Too Many People
- Hey Joe, Where You Gonna Go? (1965, 1966)

### Alben
- Hey Joe (1966)
- All The Good That's Happening (1967)